# Кит, Дэвид (учёный)
Дэвид Кит (David W. Keith; род. 1963) — американский учёный, наиболее известный своими работами в области солнечной геоинженерии. Доктор философии (1991), профессор Гарвардского университета.
Назывался журналом «Тайм» в числе Heroes of the Environment (2009).

## Биография
Окончил Университет Торонто (бакалавр физики, 1986). Получил степень доктора философии по экспериментальной физике в 1991 году в MIT, где в 1989 году был отмечен Martin Deutsch Student Award for Excellence in Experimental Physics.
Ныне именной профессор (Gordon McKay Professor) прикладной физики в Harvard John A. Paulson School of Engineering and Applied Sciences, а также профессор Гарвардской школы Кеннеди.
Разработчик Гарвардской исследовательской программы по солнечной геоинженерии (Harvard’s Solar Geoengineering Research Program), в консультативный комитет которой ныне входит (вместе с Peter Huybers и др.).
Соучредитель компании Carbon Engineering (в 2009).
Консультировал по вопросам климата Билла Гейтса.
Среди его соавторов Керри Эмануель, John Shepherd (scientist), Кен Калдейра, Brian Launder, Джорджина Мейс и др.
Награждён медалью Бриллиантового юбилея королевы Елизаветы II (2013).